# Heavy Barrel
Heavy Barrel (ヘビー・バレル?, Hebī Bareru) è un videogioco arcade sviluppato e pubblicato da Data East nel 1987. Convertito due anni dopo per Apple II, MS-DOS e PC DOS, è considerato il prequel di Midnight Resistance. Il titolo ha ricevuto nel 1990 una versione per Nintendo Entertainment System ed è stato incluso nella raccolta Data East Arcade Classics distribuita nel 2010 per Wii.

## Modalità di gioco
Sparatutto a scorrimento simile a Ikari Warriors e Commando composto da sette livelli di gioco. Oltre alle armi e granate presenti in altri titoli appartenenti stesso genere, il videogioco presenta un'arma denominata Heavy Barrel, composta da sei componenti da assemblare che devono essere raccolti all'interno di armadietti sigillati da altrettante chiavi.